# قلعه قلا قیران
قلعه قلا قیران مربوط به دوره اشکانیان تا دوران‌های تاریخی پس از اسلام است و در شهرستان ایلام، شمال پادگان نظامی ششدار واقع شده و این اثر در تاریخ ۹ اردیبهشت ۱۳۸۲ با شمارهٔ ثبت ۸۴۳۲ به‌عنوان یکی از آثار ملی ایران به ثبت رسیده است.